# Akihiro Togo
Akihiro Togo (japanska: 十河 章浩?, Togo Akihiro), född den 18 februari 1967 i Kochi, är en japansk före detta basebollspelare som tog brons för Japan vid olympiska sommarspelen 1992 i Barcelona. Han var shortstop och leftfielder och deltog i alla nio matcher i turneringen, där han hade ett slaggenomsnitt på 0,250, inga homeruns och två RBI:s.